# Mucuna fawcettii
Mucuna fawcettii är en ärtväxtart som beskrevs av Ignatz Urban. Mucuna fawcettii ingår i släktet Mucuna och familjen ärtväxter. Inga underarter finns listade i Catalogue of Life.